# Dryas iulia

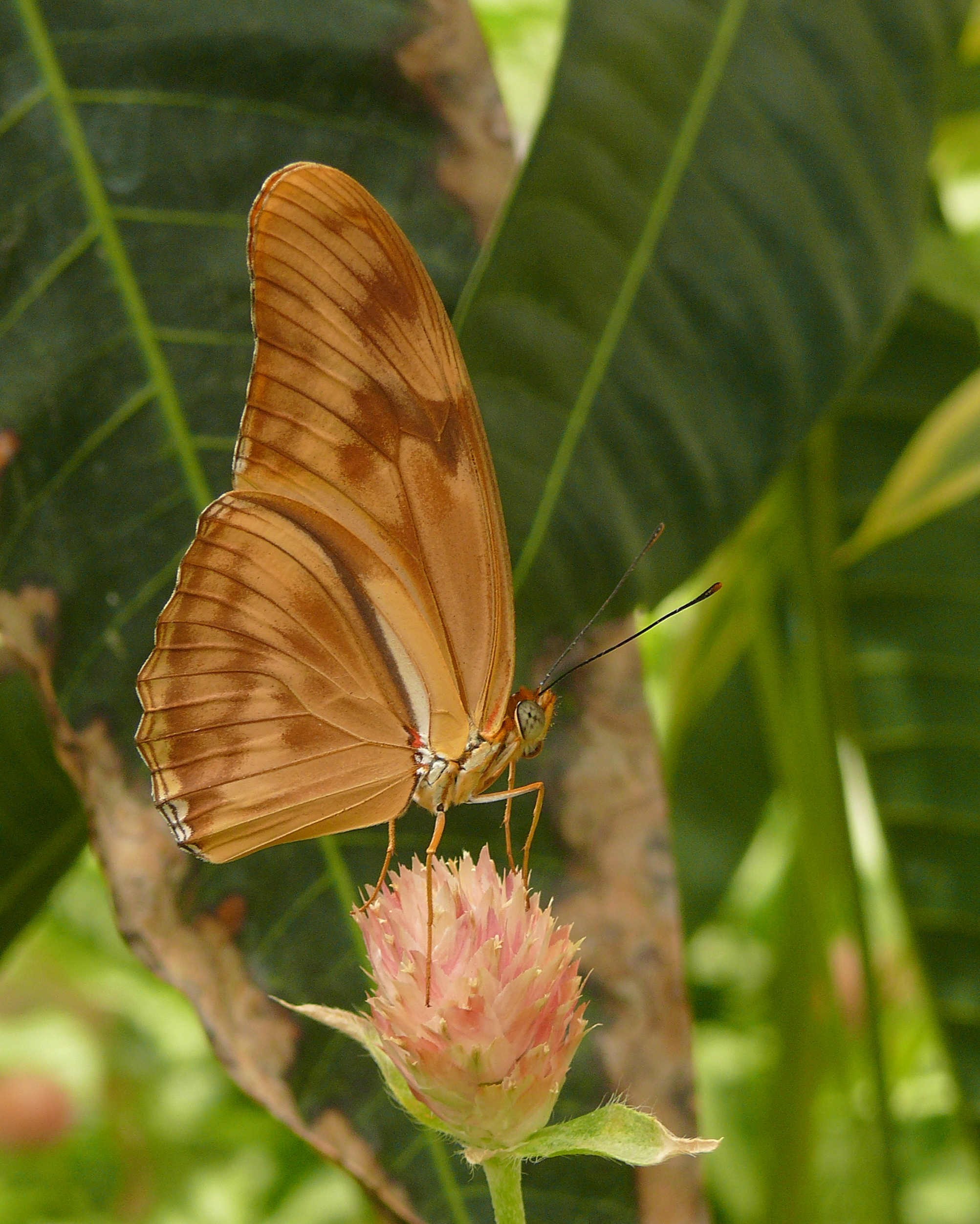
Flügelunterseite

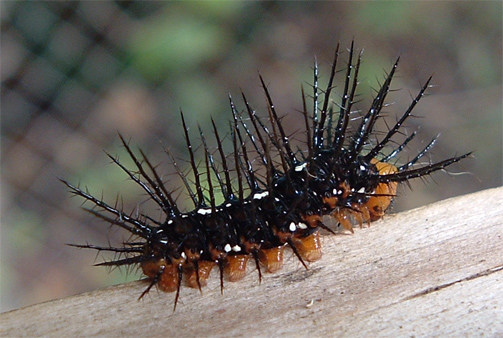
Raupe

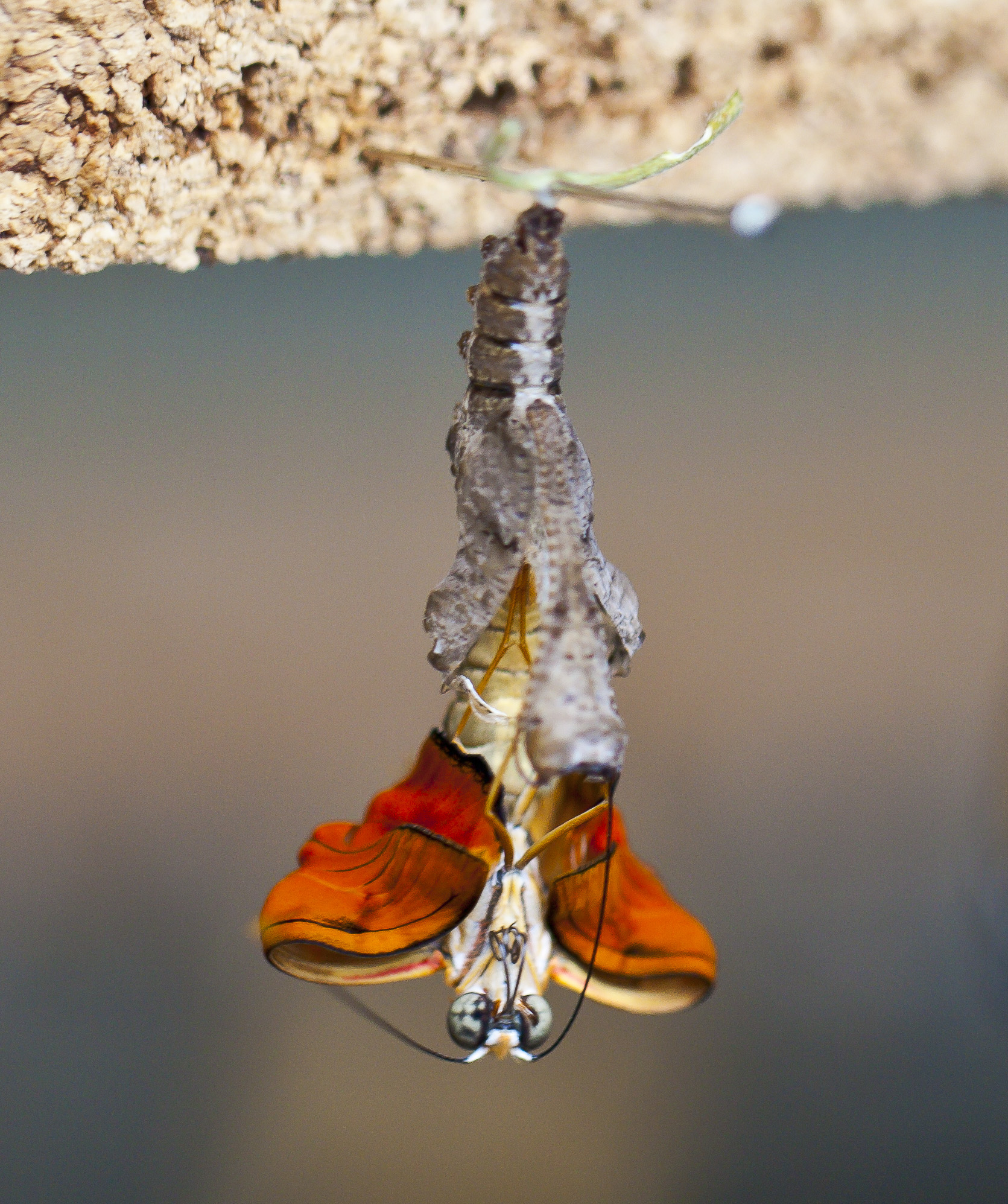
Falter schlüpft aus Puppe

Dryas iulia, zuweilen auch als Fackel oder Julia bezeichnet, ist ein Schmetterling (Tagfalter) aus der Familie der Edelfalter (Nymphalidae). Im englischen Sprachgebrauch wird die Art u. a. als Julia Butterfly, The Flame oder Orange Long Wing bezeichnet.

## Merkmale

### Falter
Die Flügelspannweite der Falter beträgt 82 bis 92 Millimeter. Die Vorderflügel sind lang und schmal und haben eine leuchtend orange Farbe, die bei den Weibchen etwas blasser und dunkler ausfällt. Der Apex ist schwarz. Zuweilen quert ein schwarzer Streifen den Vorderflügel. Dieser Streifen kann auch nur teilweise vorhanden sein oder gänzlich fehlen. Die Hinterflügel sind ebenfalls orange gefärbt und im Verhältnis zu den Vorderflügeln deutlich kleiner. Der schwärzliche Flügelrand ist leicht gewellt. Die Flügelunterseiten sind hellbraun bis blass orange gefärbt und mit einigen schwach ausgebildeten dunkleren Flecken versehen.

### Ei, Raupe, Puppe
Das Ei ist zunächst zitronengelb und nimmt später eine orange oder bräunlich gesprenkelte Farbe an. Die Eier werden einzeln an Blättern abgelegt.
Ausgewachsene Raupen haben eine grau rosa bis schwärzliche Grundfarbe, von der sich einige helle Flecke und ein unterbrochener weißlicher Seitenstreifen abheben. Sie sind auf der gesamten Körperlänge mit langen, stark verzweigten, dunklen Dornen bestückt. Diese rufen nach einer Berührung beim Menschen Hautreizungen hervor.
Die Puppe ist graubraun gefärbt und mit kleinen silbrig glänzenden Flecken auf dem Sattel versehen. Sie ist als Stürzpuppe ausgebildet und ahmt ein vertrocknetes Blatt nach (Mimese).

## Verbreitung und Vorkommen
Das Verbreitungsgebiet der Art erstreckt sich von den US-Bundesstaaten Texas und Florida weiter südlich über Mittelamerika bis nach Bolivien und den Norden Brasiliens. Sie kommt insbesondere auch auf vielen Inseln der Karibik vor, u. a. auf Kuba, den Bahamas, Dominica, St. Lucia und Martinique. Dryas iulia besiedelt bevorzugt tropische und subtropische Wälder.

## Lebensweise
Die Falter fliegen in fortlaufenden Generationen. Sie saugen gerne an Blüten oder feuchten Stellen am Boden. Die Raupen leben einzeln und ernähren sich von den Blättern verschiedener Passionsblumengewächse (Passifloraceae), insbesondere von Passiflora lutea var. glabriflora.

## Systematik
Es werden 14 Unterarten unterschieden.
- Dryas iulia iulia (Fabricius, 1775)
- Dryas iulia fucatus (Boddart, 1783)
- Dryas iulia delila (Fabricius, 1775)}
- Dryas iulia alcionea (Cramer, 1779)
- Dryas iulia dominicana (Hall, 1917)
- Dryas iulia framptoni (Riley, 1926)
- Dryas iulia lucia (Riley, 1926)
- Dryas iulia carteri Riley, 1926
- Dryas iulia moderata (Riley, 1926)
- Dryas iulia nudeola (Bates, 1934)
- Dryas iulia warneri (Hall, 1936)
- Dryas iulia martinica Enrico & Pinchon, 1969
- Dryas iulia largo Clench, 1975
- Dryas iulia zoe Miller & Steinhauser, 1992